# Cygnus NG-20

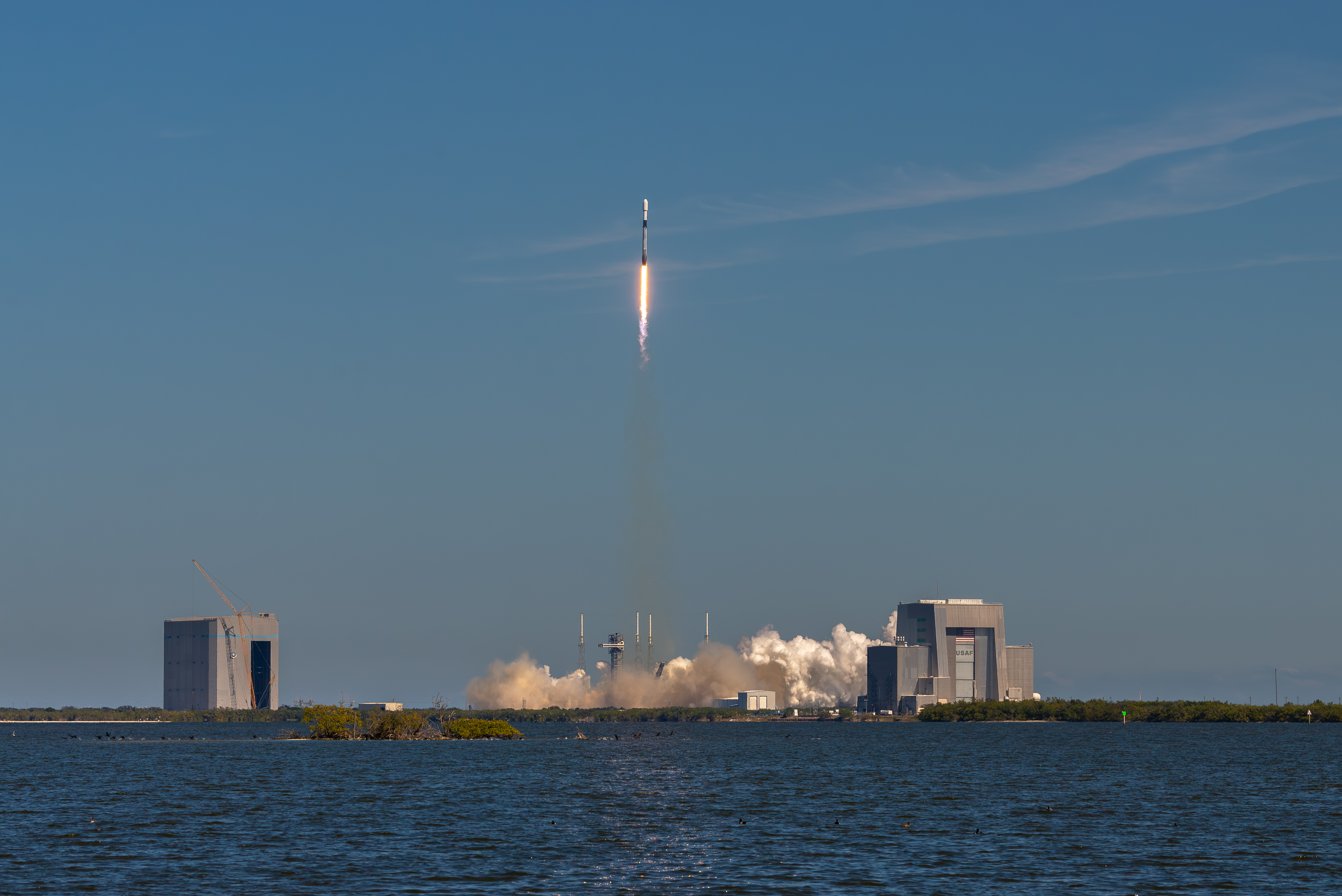
Start mise 30. ledna 2024

Cygnus NG-20 (lat. „labuť“) je let americké nákladní kosmické lodi řady Cygnus. Společnost Northrop Grumman ji vyrobila a připravuje její vypuštění podle smlouvy s agenturou NASA v rámci programu Commercial Resupply Services, jehož účelem je zásobování Mezinárodní vesmírné stanice (ISS). Start se uskutečnil 30. ledna 2024, poprvé na špici nosné rakety Falcon 9 společnosti SpaceX. K ISS se loď připojila 1. února 2024, její let potrvá do 13. července 2024.

## Loď Cygnus
Pro lety s nákladem k ISS jsou od roku 2015 využívány lodi Cygnus s označením Enhanced (vylepšené). Na oběžnou dráhu Země je vynášely rakety Antares 230, od roku 2019 pak Antares 230+. Ty v prvním stupni používaly dvojici ruských motorů RD-181, což však v důsledku mezinárodních sankcí reagujících na ruskou invazi na Ukrajinu v roce 2022 nebylo dále možné. Protože nová verze Antares 330 se sedmi motory Miranda společnosti Firefly Aerospace má být k dispozici až pro misi Cygnus NG-23, a to nejdříve na podzim 2024, budou mise NG-20 až NG-22 na oběžnou dráhu dopraveny raketami Falcon 9 FT.

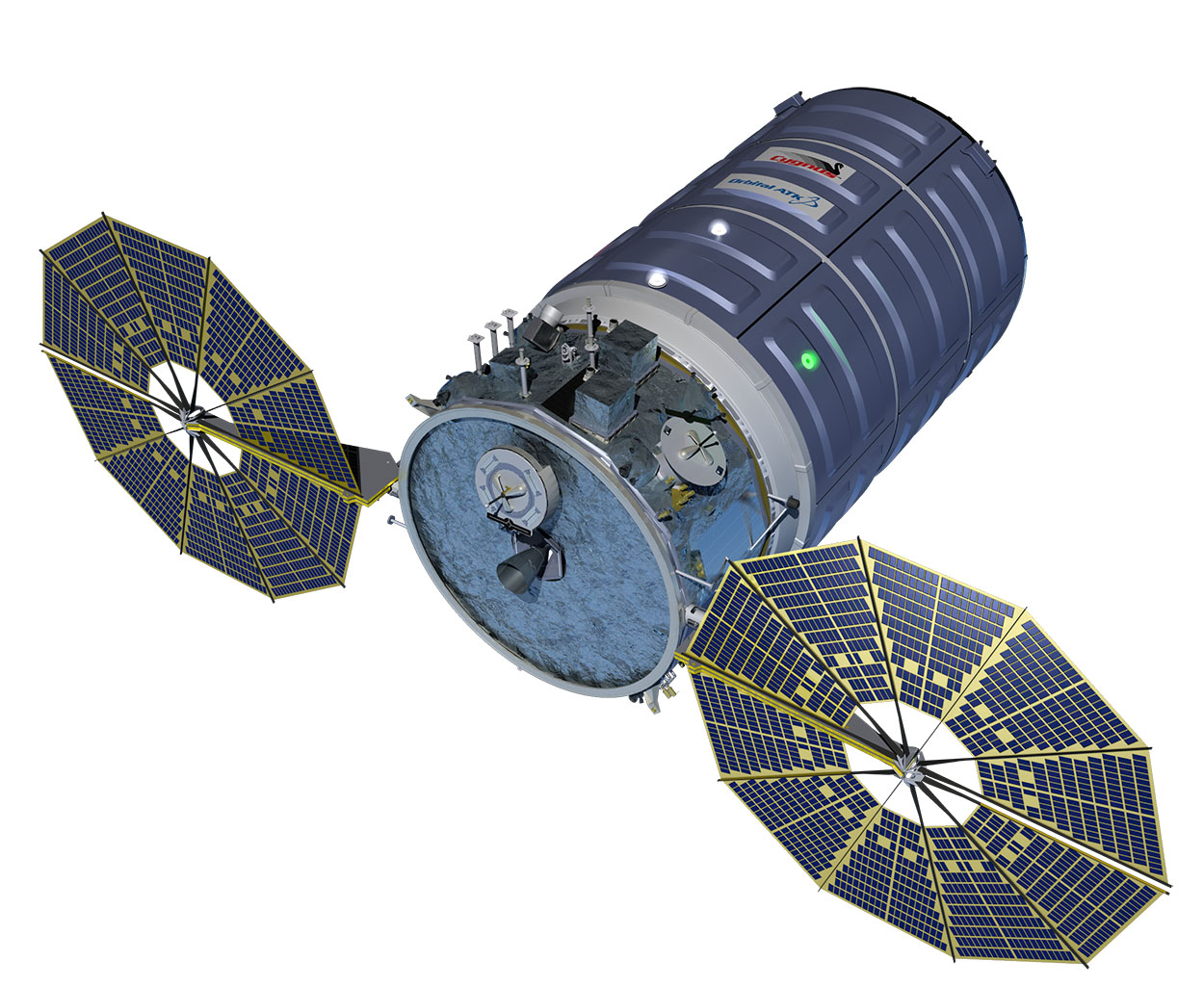
Vizualizace lodi Cygnus

Délka lodí dosahuje 6,39 metru a vnější průměr 3,07 metru. Hermetizovaný modul o objemu 27 m3 pojme až 3 729 kg (8 200 liber) nákladu.
Na spodku lodi (ve směru letu při startu) jsou umístěny dva kruhové solární panely vyrobené technologií Ultraflex, které se po startu rozevřou jako vějíř.
Na horní části je umístěn kotvicí mechanismus CBM (Common Berthing Mechanism) pro hermetické připojení ke stanici a umožnění přístupu její posádky do vnitřku lodi. Lodi Cygnus se k ISS nepřipojují automaticky jako lodi Progress, Dragon 2 a dříve také ATV, ale pomocí robotické ruky Canadarm2, podobně jako dřívější lodi HTV nebo první verze lodí Dragon. Cygnus se ke stanici přiblíží na zhruba 10 metrů, posádka ho zevnitř stanice pomocí robotické ruky zachytí, během přiblížení lodi ke spojovacímu portu a připojení lodi ale robotickou ruku na dálku řídí operátoři z řídicího střediska.
Od mise NG-17 disponují lodi Cygnus rozšířenými funkcemi pro úpravu dráhy stanice a při každém z letů je nejméně jednou využily k plánovanému zvýšení dráhy.

## Náklad

### Během startu
Kosmická loď Cygnus NG-20 vynesl k ISS 3 726 kg nákladu, z toho 14 kg mimo hermetizovaný prostor lodi. Zbylých 3 712 kg nákladu uvnitř lodi tvořily:
- zásoby pro posádku (1 129 kg),
- provozní vybavení stanice (1 131 kg),
- materiály a zařízení pro medicínské, fyzikální a další vědecké experimenty (1 369 kg),
- vybavení pro výstup do volného prostoru (16 kg),
- počítačové vybavení (67 kg).

Provozní vybavení zahrnuje řadu položek pro systémy údržby atmosféry a vodního cyklu na stanici, včetně komponent pro elektrolýzu vodíku a kyslíku, čerpadla pro destilační soustavu moči, nebo materiálu pro odběr mikrobiálních vzorků. Nechybí ani setrvačník do cvičebního vybavení astronautů nebo montážní sada pro budoucí upevnění a rozvinutí dalších solárních panelů iROSA.
Mezi výzkumy a experimenty dovezenými na ISS v lodi Cygnus NG-20 jsou:
- Metal 3D Printer – 3D tiskárna schopná tvořit kovové díly na Zemi bude vyzkoušena v podmínkách mikrogravitace, protože možnost jejího použití by umožnila 3D tisk malých kovových součástek a nástrojů na palubě v případě jejich potřeby pro údržbu konstrukčních, provozních a vědeckých zařízení stanice, což by bylo vhodné zejména pro dlouhodobé mise k Měsíci a Marsu. V první etapě je třeba ověřit, jak se tisk kovovými materiály ve vesmíru liší od podobného tisku na Zemi, a poté zjistit, jaké druhy tvarů lze touto cestou tvořit. Důraz bude kladen i na sledování kvality, pevnosti a dalších charakteristik vytištěných dílů.
- MSTIC (Manufacturing of Semiconductors and Thin-Film Integrated Coatings) – Experiment  prověří, jak mikrogravitace ovlivňuje výrobu polovodičů a tenkých povrchových vrstev, které nabízejí široké spektrum využití od sběru energie přes technologii pokročilých senzorů. Schopnost vytvářet během budoucích dlouhodobých kosmických misí komponenty i celá zařízení by snížila závislost těchto misí na zásobování ze Země.
- Robotic Surgery Tech Demo – Experiment k prověření vlastnosti a chování malého robota, který může být na dálku ovládán ze Země, při chirurgických činnosti. Umožní porovnat postupy práce v mikrogravitaci s těmi pozemskými a vyhodnotit účinky mikrogravitace a časového zpoždění při ovládání robota na stanici ze Země. Robot má k dispozici dvě ramena umožňující uchopovat i řezat simulovanou tkáň. I v tomto případě jde o technologii uplatnitelnou při různých zákrocích na dlouhodobých misích, včetně např. nouzového odstranění apendixu. Compartment Cartilage Tissue Construct – Test medicínských technologií označovaných JBNm a JBNp a zaměřených na podporu růstu chrupavčitých tkání. JBNm (Janus Base Nano-Matrix) je materiál, který poskytuje „lešení“ pro vznik chrupavčité tkáně v kosmickém prostředí. Ta pak může sloužit pro studium onemocnění těchto tkání. JBNp (Janus Base Nanopiece) zajišťuje – na RNA založenou – terapii onemocnění způsobujících degeneraci chrupavek. Test v mikrogravitaci, která může spustit významně rychlejší průběh tohoto onemocnění, by mohl vést k rychlejšímu vývoji účinnějších terapií poškozených chrupavek a způsobů udržení nepoškozených chrupavek v dobrém stavu, a to nejen při vesmírných misích, ale i na Zemi.
- KREPE-2 (Kentucky Re-entry Probe Experiment-2) – Při experimentu na konci mise se od lodi Cygnus odpojí k samostatnému letu tři pouzdra s tepelnými štíty z různých materiálů a s řadou senzorů měřících data během vstupu do atmosféry. Odborníkům jde o skutečné chování těchto materiálů, protože projektování tepelných štítů se dosud opíralo převážně o matematické modely, což mohlo vést k nadhodnocení nebo podhodnocení tepelné ochrany a v důsledku buď k poškození vzorků doručovaných zpět na Zemi, nebo naopak ke zbytečnému zatížení a ztrátě cenného prostoru při startu. Experiment navazuje první test KREPE provedený při misi Cygnus NG-16 v prosinci 2021, ale bude proveden s vylepšenými senzory a komunikačním systémem pro získání většího objemu dat.[9]

### Během zániku
Při odletu ze stanice 12. července byla loď naplněna 3 338 kg odpadu.

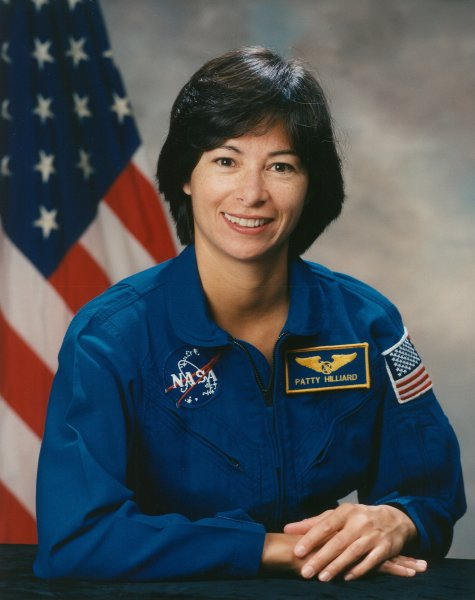

## Čestné pojmenování – Patricia “Patty” Hilliardová Robertsonová
Podle zavedené tradice připadlo i lodi Cygnus s pořadovým číslem 20 pojmenování po některé z osobností, které se zasloužily o americký vesmírný program – tentokrát volba padla na astronautku Patricii Robertsonovou. Ta se před svou kariérou v NASA stala uznávanou lékařkou a současně byla nadšenou akrobatickou pilotkou. V roce 1998 ji NASA vybrala mezi astronauty a po základním výcviku ji zařadila do mise na ISS plánované na rok 2002. Patty Robertsonová však v roce 2001 zemřela na následky zranění při havárii soukromého letadla.

## Průběh mise
Oproti zvyklostem, kdy předchozí mise Cygnus startovaly na raketách Antares z kosmodromu MARS (Středoatlantský regionální kosmodrom), tentokrát let začne na rampě SLC-40 kosmodromu CCSFS (Cape Canaveral Space Force Station), který pro své floridské starty používá společnosti SpaceX.
Mise NG-20 měla původně začít v prosinci 2023, ale v říjnu 2023 byla přeplánována na konec ledna 2024. Později NASA oznámila jako den startu nejdříve 29. leden 2024 a připojení ke stanici o dva dny později. Počátkem ledna 2024 pak byl zveřejněn plánovaný čas startu, kolem 17:20 UTC, který NASA 15. ledna upřesnila na 17:29:52. Loď by v takovém případě k ISS dorazila 31. ledna 2024 kolem 20:35 UTC. NASA a SpaceX ovšem 26. ledna sdělily, že start se uskuteční "nejdříve 30. ledna ve 17:07 UTC, pokud bude připravena ke startu".
Falcon 9 (booster B1077 při svém 10. letu) se od Země zvedl přesně ve stanoveném čase. Cygnus NG-20 se po úspěšném startu vydal k ISS, kam dorazil 1. února 2024 – přiblížil se k ní na zhruba 10 metrů, do dosahu robotické paže Canadarm2, kterou ho v 09:59 UTC zachytila astronautka Jasmin Moghbeliová. Poté robotická paže ovládaná na dálku pozemními operátory přenesla loď ke spodnímu (nadir) portu modulu Unity a ve 12:14 UTC ji do něj ukotvila.
Loď se 24. května 2024 postarala o zvýšení dráhy ISS. Lodi Cygnus předvádějí schopnosti svého využití k tomuto účelu již od letu Cygnus NG-17 v červnu 2022. Tentokrát bylo zrychlení ISS o celkem 2,26 m/s rozloženo na dva zážehy zahájené ve 14:16 UTC a 23:03 UTC, díky nimž se střední dráha stanice zvýšila na 451,43 km. NG-20 poté provedla ještě třetí úpravu dráhy ISS, 8. června 2024 v 15:51 UTC, kdy 18minutový zážeh vytvořil impuls 1,08 m/s a zvýšil střední dráhu stanice z 413,68 na 415,64 km. Loď přitom spotřebovala veškeré zbývající palivo, které měla pro provádění manévrů se stanicí k dispozici.
V souladu s plánem, který určoval konec mise v červenci 2024, posádka ISS naplnila Cygnus odpadem a již nepoužitelným vybavením a 11. července 2024 ji uzavřela. Pozemní operátoři pak pomocí Canadarm2 loď od modulu Unity odpojili o den později kolem 08:00 UTC a v 11:01 UTC ji posádka stanice z robotické ruky uvolnila. Následně se loď vlastními silami od ISS vzdálila, aby 13. července kolem 15:55 UTC shořela nad obvyklou oblastí jižního Tichého oceánu po svém zpomalení brzdicím zážehem motorů a po provedení experimentu KREPE-2 během vstupu do atmosféry.